# Málkov (przystanek kolejowy)
Málkov – przystanek kolejowy w miejscowości Málkov, w kraju usteckim, w Czechach. Znajduje się na wysokości 380 m n.p.m.
Jest zarządzany przez Správę železnic. Na przystanku nie ma możliwości zakupu biletów, a obsługa podróżnych odbywa się w pociągu.

## Linie kolejowe
- 140 Chomutov - Karlovy Vary - Cheb